# Marion Lay
Marion Lay, née le 26 novembre 1948 à Vancouver, est une nageuse canadienne.

## Biographie
Aux Jeux olympiques d'été de 1968 à Mexico, Marion Lay remporte la médaille de bronze à l'issue de la finale du relais 4x100 mètres nage libre aux côtés de Angela Coughlan, Marilyn Corson et Elaine Tanner.